# Larroque-sur-l'Osse
Larroque-sur-l'Osse é uma comuna francesa na região administrativa de Occitânia, no departamento de Gers. Estende-se por uma área de 15,07 km². Em 2010 a comuna tinha 235 habitantes (densidade: 15,6 hab./km²).